# Typhlodromus gressitti
Typhlodromus gressitti är en spindeldjursart som beskrevs av D. McMurtry och Moraes 1985. Typhlodromus gressitti ingår i släktet Typhlodromus och familjen Phytoseiidae. Inga underarter finns listade i Catalogue of Life.